# 有里町
有里町（ありさとちょう）は、奈良県生駒市の町名。郵便番号は630-0233。

## 地理
生駒市南部にあり、西に小倉寺町、大門町、南に萩原町、青山台、東に小瀬町、東から北にかけて壱分町と接している。
生駒山から伸びる二つの尾根先・文殊山と輿山の間に位置する。

### 河川
- 有里川 - 竜田川の支流。

## 歴史
有里は奈良盆地に条里制が敷かれた頃、里と呼ぶ集落名を付けたことに始まるとされる。
行基の墓所である竹林寺がこの地にあり、忍性ら多くの学僧が来訪した。
江戸時代には村名を有里村といい、大和国平群郡に属した。領主ははじめ幕府、元和元年（1615年）からは郡山藩、延宝7年（1679年）からは旗本松平氏へと移り変わる。
その後明治、大正を経て、昭和50年（1975年）頃、宅地化が急に盛んとなる。昭和54年（1979年）度には青山台自治区が独立した。

### 沿革
- 1889年（明治22年） - 萩原村・藤尾村・西畑村・鬼取村・小倉寺村・大門村・壱部村・小瀬村・乙田村・小平尾村と合併して南生駒村が発足[11]。南生駒村大字有里となる[9]。
- 1955年（昭和30年） - 生駒町の大字となる[9]。
- 1971年（昭和46年） - 生駒市有里町となる[9]。
- 1975年（昭和50年） - 青山台が分離[9]。

## 世帯数と人口
2019年（令和元年）10月1日現在の世帯数と人口は以下の通りである。
| 町丁   | 世帯数  | 人口    |
| ------ | ------- | ------- |
| 有里町 | 695世帯 | 1,620人 |

### 人口の変遷
国勢調査による人口の推移。
| 1995年（平成7年）  | 1,690人 | [ 12 ] |  |
| 2000年（平成12年） | 1,809人 | [ 13 ] |  |
| 2005年（平成17年） | 1,764人 | [ 14 ] |  |
| 2010年（平成22年） | 1,763人 | [ 15 ] |  |
| 2015年（平成27年） | 1,681人 | [ 16 ] |  |

### 世帯数の変遷
国勢調査による世帯数の推移。
| 1995年（平成7年）  | 515世帯 | [ 12 ] |  |
| 2000年（平成12年） | 599世帯 | [ 13 ] |  |
| 2005年（平成17年） | 613世帯 | [ 14 ] |  |
| 2010年（平成22年） | 645世帯 | [ 15 ] |  |
| 2015年（平成27年） | 648世帯 | [ 16 ] |  |

## 事業所
2016年（平成28年）現在の経済センサス調査による事業所数と従業員数は以下の通りである。
| 町丁   | 事業所数 | 従業員数 |
| ------ | -------- | -------- |
| 有里町 | 26事業所 | 202人    |

## 交通

### 道路
- 国道168号
- 第二阪奈道路

## 施設
- 竹林寺
- 円福寺
- 往生院 - 行基が火葬された場所といわれる[18]。
- 興融寺

## 史跡
- 竹林寺古墳